# Contea di Essex (Canada)
La contea di Essex è una contea dell'Ontario in Canada. Al 2006 contava una popolazione di 393.042 abitanti. Ha come capoluogo di contea Windsor, e come capoluogo amministrativo la città di Essex.

## Geografia antropica

### Suddivisioni amministrative
La contea di Essex è composta da sette comuni (in ordine di popolazione):
- Città di Lakeshore
- Città di LaSalle
- Comune di Leamington
- Città di Tecumseh
- Città di Amherstburg
- Città di Kingsville
- Città di Essex

La città di Windsor e la Township di Pelee are within the Essex census division but are not part of Essex County. The population centres within Essex County are (in population order): Leamington, Amherstburg, Essex, Harrow, Colchester, McGregor, and Stoney Point.